# L'Avocat d'un Grec
L'Avocat d'un grec est une comédie en un acte mêlée de couplets d'Eugène Labiche, en collaboration avec Auguste Lefranc, représentée pour la première fois à Paris au Théâtre du Palais-Royal le 9 janvier 1859.
Elle a paru aux éditions Librairie Nouvelle.

## Distribution
| Acteurs et actrices ayant créé les rôles |                   |
| Personnage                               | Acteur ou actrice |
| Benoît, négociant                        | M. Mercier        |
| Brossard, avocat                         | Luguet            |
| Malvoisie, coiffeur                      | M. Poirier        |
| Vachonnet, amoureux de Céline            | Lassouche         |
| Pontbédouin, ami de Benoît               | Kalekaire         |
| Babochet, domestique de Benoît           | M. Michel         |
| Céline, fille de Benoît                  | Mlle Dubouchet    |